# Nikołaj Tichonow (polityk)

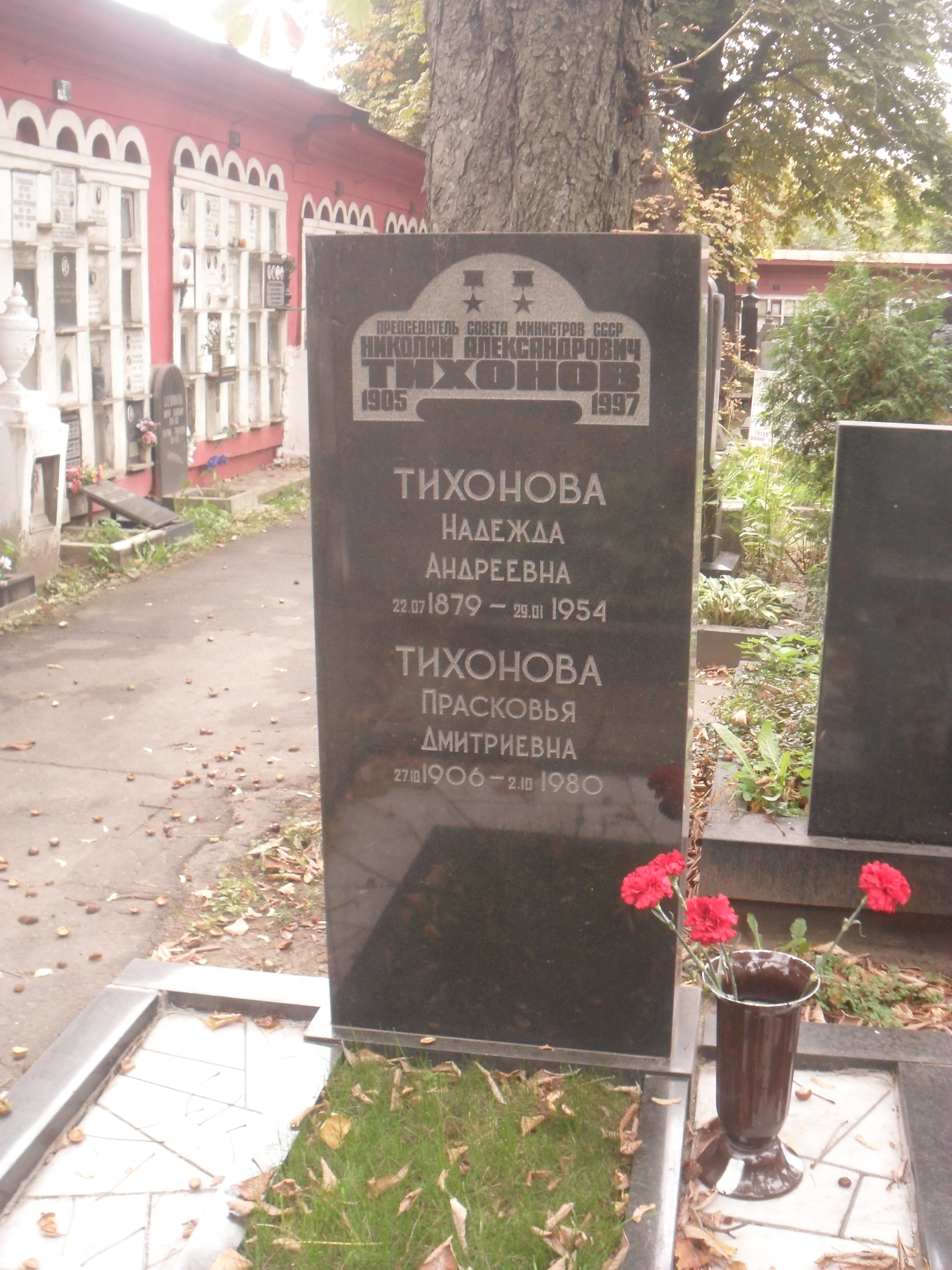
Grób Nikołaja Tichonowa

Nikołaj Aleksandrowicz Tichonow, ros. Николай Александрович Тихонов (ur. 1 maja?/14 maja 1905 w Charkowie, zm. 1 czerwca 1997 we wsi Pietrowo-Dalnieje) – radziecki polityk, premier ZSRR (1980–1985) dwukrotny Bohater Pracy Socjalistycznej (1975 i 1982).

## Życiorys
W latach 1926–1930 studiował w Instytucie Metalurgicznym w Dniepropetrowsku, po czym był inżynierem w fabryce w Dniepropetrowsku - zastępca szefa i szef warsztatu, główny inżynier. Od 1940 należał do WKP(b), w latach 1947–1950 dyrektor fabryki w Nikopolu, od 1950 pracownik Ministerstwa Czarnej Metalurgii ZSRR, od września 1955 do maja 1957 zastępca ministra czarnej metalurgii ZSRR. Od 31 maja 1957 do lipca 1960 przewodniczący Sownarchozu Dniepropetrowskiego Ekonomicznego Rejonu Administracyjnego, od 19 lutego 1960 do 27 września 1961 członek KC Komunistycznej Partii Ukrainy, od lipca 1960 do listopada 1962 zastępca przewodniczącego Państwowej Rady Naukowo-Ekonomicznej w randze ministra ZSRR, od stycznia 1963 do 2 października 1965 zastępca przewodniczącego Państwowego Komitetu Planowego Rady Ministrów ZSRR w randze ministra ZSRR, od 2 października 1965 do 2 września 1976 zastępca przewodniczącego Rady Ministrów ZSRR. Od 31 października 1961 do 29 marca 1966 zastępca członka, a od 8 kwietnia 1966 do 25 kwietnia 1989 członek KC KPZR. Od 2 września 1976 do 23 października 1980 I zastępca przewodniczącego, a od 23 października 1980 do 27 września 1985 przewodniczący Rady Ministrów ZSRR. Od 27 listopada 1978 do 27 listopada 1979 zastępca członka, a od 27 listopada 1979 do 15 października 1985 członek Biura Politycznego KC KPZR. Bliski współpracownik Leonida Breżniewa. Od września 1985 na emeryturze, w latach 1986–1989 Państwowy Doradca przy Prezydium Rady Najwyższej ZSRR.

## Odznaczenia i nagrody
- Medal Sierp i Młot Bohatera Pracy Socjalistycznej (dwukrotnie – 13 maja 1975 i 12 października 1982)
- Order Lenina (dziewięciokrotnie – 16 marca 1939, 31 marca 1945, 4 września 1948, 5 listopada 1954, 19 lipca 1958, 26 listopada 1971, 13 maja 1975, 12 października 1982 i 13 maja 1985)
- Order Rewolucji Październikowej (13 maja 1980)
- Order Wojny Ojczyźnianej I klasy (23 kwietnia 1985)
- Order Czerwonego Sztandaru Pracy (dwukrotnie - 24 stycznia 1950 i 13 maja 1965)
- Order Czerwonej Gwiazdy (10 kwietnia 1943)
- Nagroda Stalinowska (dwukrotnie – 1943 i 1951)
- Złota Gwiazda Bohatera NRD (NRD, 14 maja 1985)
- Order „Gwiazda Przyjaźni między Narodami” I klasy (NRD, 1975)
- Order Karla Marksa (NRD, dwukrotnie – 1980 i 1985)
- Order Georgi Dimitrowa (Ludowa Republika Bułgarii, dwukrotnie – 1981 i 1985)
- Nagroda Dymitrowowska (Ludowa Republika Bułgarii, 1983)
- Gwiazda Rumuńskiej Republiki Ludowej I klasy (Socjalistyczna Republika Rumunii, 1985)
- Order Złotej Gwiazdy (Wietnam, 1982)
- Order Hồ Chí Minha (Wietnam, 1985)
- Order Flagi WRL II klasy z Diamentami (Węgierska Republika Ludowa, 1985)
- Order Suche Batora (Mongolska Republika Ludowa, 1985)
- Złoty Medal Afin (Grecja, 1983)
- Order Jose Marti (Kuba, 1985)
- Order Klementa Gottwalda (Czechosłowacka Republika Socjalistyczna, 1985)
- Order Flagi Narodowej (Korea Północna, 1985)

I medale.